# Xenofrea aragua
Xenofrea aragua är en skalbaggsart som beskrevs av Tavakilian och Néouze 2006. Xenofrea aragua ingår i släktet Xenofrea och familjen långhorningar.
Artens utbredningsområde är Venezuela. Inga underarter finns listade i Catalogue of Life.